# 于阿尔米克斯
于阿尔米克斯（法語：Uhart-Mixe，法語發音：[yaʁ miks]，巴斯克語發音：[uhaʁ̞tehiʁ̞i]）是法国大西洋比利牛斯省的一个市镇，位于该省中部略偏西，属于巴约讷区和巴斯克地区城市公共社区。

## 地名
“米克斯”（Mixe）指的是米克斯地区。

## 地理
于阿尔米克斯（43°16'45"N, 1°1'19"W）面积11.74 平方千米，位于法国新阿基坦大区大西洋比利牛斯省，该省份为法国东南部省份，涵盖了贝阿恩与北巴斯克，西临大西洋比斯開灣，北至朗德省，东北接热尔省，东临上比利牛斯省，南与西班牙接壤。
与于阿尔米克斯接壤的市镇（或旧市镇、城区）包括：阿朗叙斯、拉里巴尔-索拉皮吕、洛伊灿-奥耶尔克、奥尔桑科、奥斯塔巴特-阿斯姆、帕戈勒、圣帕莱。
于阿尔米克斯的时区为UTC+01:00、UTC+02:00（夏令时）。

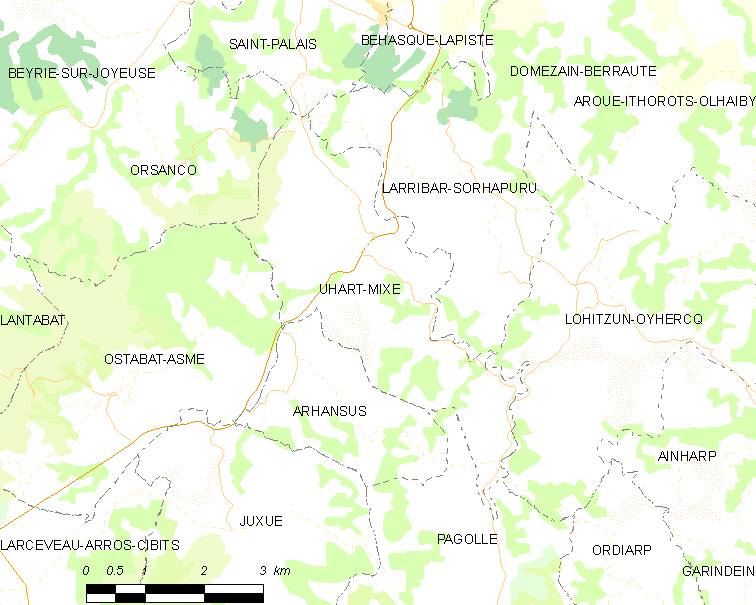
于阿尔米克斯的OSM定位图

## 行政
于阿尔米克斯的邮政编码为64120，INSEE市镇编码为64539。

## 政治
于阿尔米克斯所属的省级选区为比达什地区-阿米库塞-奥斯蒂巴尔县。

## 人口

1962-2008年间于阿尔米克斯人口变化图示

于阿尔米克斯于2022年1月1日时的人口数量为217人。